# Micke Nystedt
Micke Nystedt, född 1963, är en svensk radioman. Han har varit programledare på radiostationen Rix FM från 1994. År 2000 började han som promotionchef på EVA Records men återvände till stationen 2006. Från januari 2007 till september 2008 hade Nystedt RIX FM:s eftermiddagar tillsammans med Sofia Wistam. 
Nystedt satt som huvudjurymedlem i musikdokusåpan Fame Factory alla fyra säsonger, 2002-2005. Han var även programledare på Radio FM i Örebro som till och med 1993 sände på Örebro närradio samt för Folkparkernas Talangjakt - i Örebro kallad för "Talangen" - under åren 1993, 1995 och 1996. Micke Nystedt startade hösten 2008 ett coachingföretag.